# Silverio de Ochoa
Silverio de Ochoa y Ferreiro (f. 1905) fue un escritor y periodista español.

## Biografía
Descrito por Ossorio y Bernard como novelista y autor dramático, fue redactor de La Tempestad (1896) de Segovia, El Carpetano y Diario de Avisos, también de Segovia, además de colaborador de La Cruz Roja (1897), Nuevo Mundo, La Correspondencia de España (1903) y Pluma y Lápiz (1902), y corresponsal de El Liberal (1903) y El Globo de Madrid. Falleció el 28 de diciembre de 1905 en Carabanchel.